# Rørnøgle
En rørnøgle er et stykke værktøj til at spænde møtrikker med. Den består af et rundt jernrør, der i den ene ende er presset sekskantet, så den passer ned over en møtrik. Længere oppe på røret er der boret huller på tværs til en pind, så man kan spænde hårdere.
Rørnøglen anvendes hvor man har en møtrik siddende i en fordybning, så man ikke kan nå den med en almindelig fastnøgle eller skiftenøgle, og hvor gevindstykket er for langt til en topnøgle.